# Masciago Milanese
Masciago Milanese ist eine Fraktion der italienischen Gemeinde (comune) Bovisio Masciago in der Provinz , Region Lombardei.